# Strombichide
Strombichide, figlio di Diotimo del demo di Evonimo (in greco antico: Στρομβιχίδης?, Strombichìdes; metà del V secolo a.C. – Atene, 404 a.C.), è stato un ammiraglio ateniese, probabile padre dell'oratore Autocle.

## Biografia

### Contro Chio
Nel 412 a.C. Strombichide fu nominato comandante di una flotta di otto navi, inviata in Asia Minore per sedare una rivolta degli abitanti di Chio. Arrivato a Samo e, aggiunta una trireme alla propria squadra, ripartì per Teo, dove volle tastare lo spirito dei ribelli; là, però, una flotta spartana numericamente superiore, comandata da Calcideo e Alcibiade, lo costrinse a fuggire a Samo, mentre Teo si ribellò immediatamente.
Poco tempo dopo Strombichide tornò ad Atene, ma nello stesso anno fu mandato nuovamente a Samo, con due colleghi, per portare 35 nuove navi, che incrementarono la flotta dell'isola a 104; a quel punto, la flotta fu divisa nuovamente, e Strombichide, con altri due colleghi, tornò a combattere Chio, stavolta con 30 navi.
Durante il viaggio incontrarono una tempesta, che ne affondò tre, ma le altre, giunte a destinazione, cominciarono ad assediare l'isola: fortificarono una località chiamata Delphinium e misero in grave difficoltà l'isola.

### Nell'Ellesponto
Nel 411 a.C., quando si ribellarono anche Abido e Lampsaco, Strombichide partì da Chio con 24 navi e riprese Lampsaco, ma non riuscì a convincere Abido a ritornare cogli Ateniesi; a quel punto si diresse verso Sesto, stabilendovi una guarnigione incaricata di controllare tutto l'Ellesponto. In seguito, però, gli fu ordinato di andare a rinforzare la guarnigione di Samo che, senza di lui, non avrebbe potuto tener testa alla flotta, numericamente superiore, dello spartano Astioco.

### Processo e morte
Lisia riferisce che Strombichide, essendo un ferreo sostenitore della democrazia, fu uno di coloro che si indignarono per la pace conclusa da Teramene con Sparta nel 404 a.C.; ciò lo rese antipatico agli oligarchi (che avevano instaurato il governo dei Trenta tiranni) e uno di loro, Agorato, accusò lui e i principali membri del partito democratico di cospirare contro la pace. Per questo motivo essi furono messi in prigione e, poco dopo, sommariamente processati, condannati a morte e giustiziati.